# American Tobacco Trail

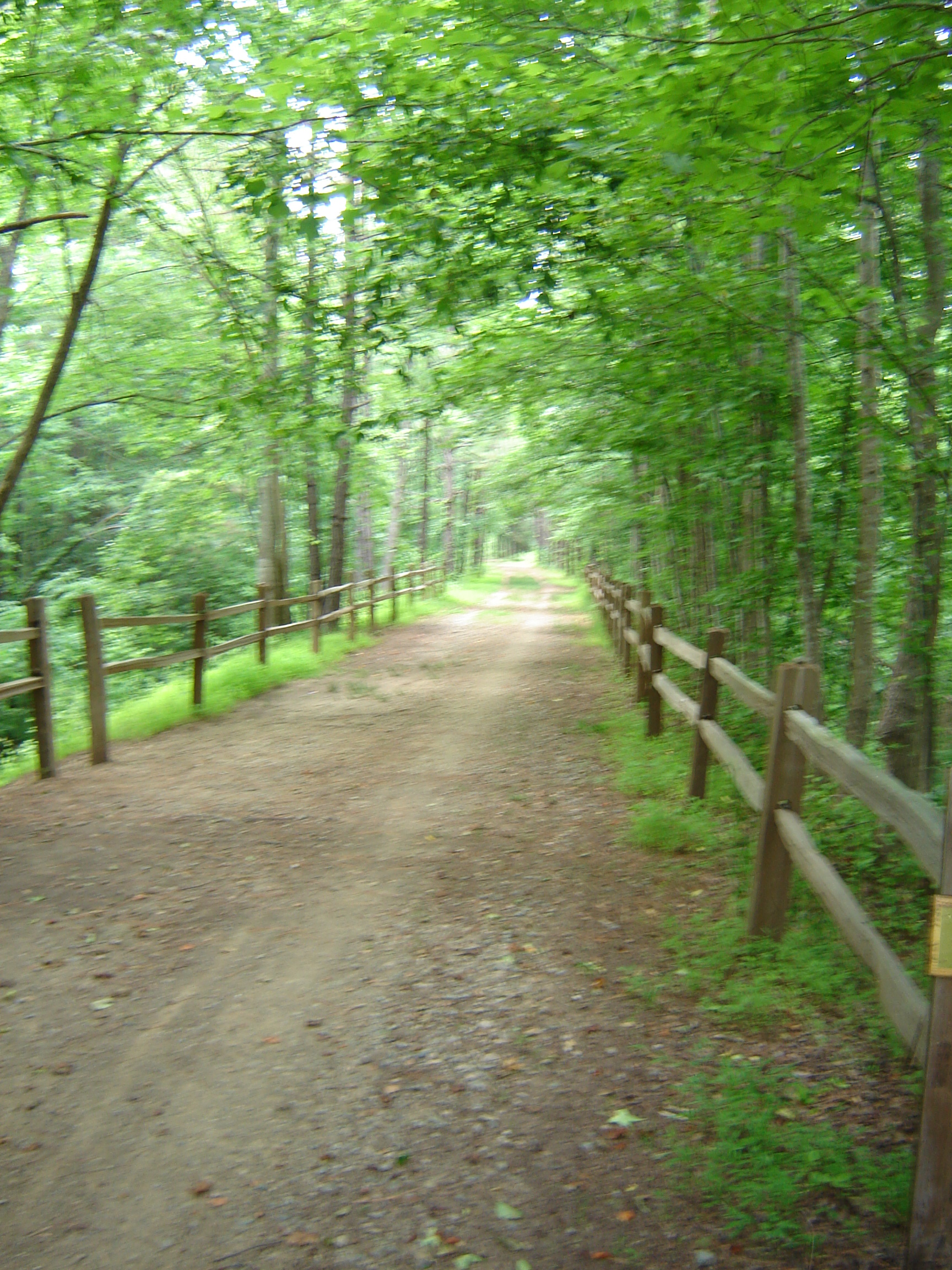
Sekcja trasy blisko Scott King Road

American Tobacco Trail (ATT) – 35-kilometrowa trasa, zlokalizowana w Karolinie Północnej w USA, biegnąca przez opuszczone tory kolejowe, pierwotnie zbudowane dla American Tobacco Company w latach 70. XX wieku.
Trasa biegnie przez miasto Durham, hrabstwo Durham, hrabstwo Chatham i hrabstwo Wake. Otwarta jest dla pieszych, rowerzystów, jeźdźców (z wyjątkiem odcinków miejskich) i innych niezmotoryzowanych osób.